# Jürgen Nitsch
Jürgen R. Nitsch (* 23. September 1940 in Königsberg) ist ein deutscher Psychologe, Sportwissenschaftler und pensionierter Professor an der Deutschen Sporthochschule in Köln.

## Akademische Laufbahn
Nach einem Studium der Psychologie und seiner Promotion zum Dr. phil. an der Technischen Universität Berlin mit einer Arbeit zur Ermüdung im Jahr 1971 übernahm Nitsch vertretungsweise  die Aufgaben des ausgeschiedenen Eberhard Ulich an der Deutschen Sporthochschule Köln. Mit der Übernahme des Lehrstuhls für Psychologie 1975 wurde er zum Professor und Leiter des fortan so genannten Instituts für Psychologie der Hochschule ernannt. Von 1991 bis 1995 war er Dekan des Fachbereichs Erziehungs-, Geistes- und Sozialwissenschaften der Sporthochschule. Im Herbst 2003 ging Nitsch in den Ruhestand.

## Wirken
Als Leiter des Psychologischen Instituts der Deutschen Sporthochschule war Nitsch über fast drei Jahrzehnte eine führende Persönlichkeit der deutschen Sportpsychologie. Besonders einflussreich war sein von der Handlungsregulationstheorie Winfried Hackers und Walter Volperts inspiriertes theoretisches Modell der Regelgrundlagen sportlichen Handelns, das er seit den 1980er Jahren weiterentwickelte und in zahlreichen Veröffentlichungen publik machte. In nationalen und internationalen sportpsychologischen Gremien übernahm er führende Positionen. Mehrere seiner Schüler bekamen sportpsychologische Lehrstühle an deutschen Hochschulen. Namhafte Nitsch-Schüler sind Dieter Hackfort und Roland Seiler.
Er hat mehr als 20 Bücher sowie mehr als 150 weitere Schriften veröffentlicht, im Zeitraum 1978 bis 2006 war er geschäftsführender Herausgeber der Buchreihe „Betrifft: Psychologie & Sport“.
Er gehörte von 1977 bis 1989 dem Vorstand der Arbeitsgemeinschaft für Sportpsychologie in Deutschland an (1985 bis 1989 als erster Vorsitzender). Im Vorstand des Berufsverbandes Deutscher Psychologinnen und Psychologen war Nitsch von 1985 bis 1989 vertreten. Zwischen 1985 und 1993 gehörte er dem Führungsgremium der Internationalen Gesellschaft für Sportpsychologie (ISSP) an. Nach Nitsch ist ein Wissenschaftsnachwuchspreis benannt, den die Fachgruppe Sport der Deutschen Gesellschaft für Psychologie vergibt und mit dem Beiträge zur theoretischen Entwicklung im Bereich der Sportpsychologie ausgezeichnet werden.
Detlef Kuhlmann bezeichnete ihn anlässlich seines 80. Geburtstags einen „der bedeutendsten Sportpsychologen der Gegenwart“. Nitschs einflussreiche Stellung in der deutschen Sportpsychologie gab mitunter auch Anlass für Diskussionen.